# Jose ben Chalafta
Jose ben Chalafta (hebräisch: רבי יוסי בן חלפתא, in der Mischna – etwa 330 mal – stets nur Rabbi Jose genannt; * nach 130; † um 160) war ein jüdischer Gelehrter des Altertums und gehörte zu den Tannaiten des 2. Jahrhunderts.

## Leben
Im weltlichen Beruf war er „Lederarbeiter“ (bSchabb. 49 b) (= Gerber). Sein bedeutendster Lehrer war, von seinem Vater abgesehen, Rabbi Akiba (bJeb 62 b). Autorisiert („Smicha“) wurde er, obwohl Kaiser Hadrian dies ausdrücklich untersagt hatte, gemeinsam mit vier weiteren Schülern (Rabbi Meir, Rabbi Jehuda ben Ilai, Rabbi Schimon ben Jochai, Rabbi Eleasar ben Schammua) durch Rabbi Jehuda ben Baba (bSanh 14 a), der diese Zuwiderhandlung mit seinem Tod als Märtyrer bezahlen musste.
Jose b.	Chalafta lehrte später in Sepphoris, wo er, durch die Römer entsprechend angewiesen, zwangsweise wohnen bleiben musste; dennoch gibt es aus noch späterer Zeit 3 Belege über seinen Aufenthalt in Uscha, wo er in hohen Ehren stand.
R. Jose war ein bedeutender Halachist, nach dessen Ansicht gewöhnlich entschieden wurde (bEruw. 46 b); in der Tradition gilt er auch als Haupttradent der geltenden jüdischen Chronologie (fixiert im Seder Olam Rabba, ursprünglich nur Seder Olam genannt).
R. Jose wird vielfach (u. a. von Chanoch Albeck) als Verfasser von Kelim betrachtet.
Wegen seiner charakterlichen Geradheit, seiner Friedfertigkeit, Frömmigkeit und Schamhaftigkeit wurde er später als „der Heilige“ bezeichnet (jBer. III, 6 c). Legendär sind seine Begegnungen mit dem Propheten Elia.
Joses Wahlspruch lautete (Sprüche der Väter IV., 6):
„Wer die Tora ehrt, wird von den Menschen geehrt; wer sie aber entweiht, wird von den Menschen verachtet.“
Jose ben Chalafta hatte fünf Söhne von seiner Frau, die er, nachdem sein Bruder kinderlos verstorben war, in Erfüllung des Gebots der Leviratsehe geheiratet hatte.